# Vasylivka (huyện)
Huyện Vasylivka (tiếng Ukraina: Василівський район, chuyển tự: Vasylivkas’kyi raion) là một huyện của tỉnh Zaporizhia thuộc Ukraina. Huyện Vasylivka có diện tích 1621 km², dân số theo điều tra dân số ngày 5 tháng 12 năm 2001 là 74384 người với mật độ 46 người/km2. Trung tâm huyện nằm ở Vasylivka.